# Ilyocryptus agilis
Ilyocryptus agilis är en kräftdjursart som beskrevs av Kurz 1878. Ilyocryptus agilis ingår i släktet Ilyocryptus och familjen Ilyocryptidae. Inga underarter finns listade i Catalogue of Life.